# Engoulevent à faucilles
Eleothreptus anomalus
Espèce
Statut de conservation UICN

 VU  : Vulnérable
L'Engoulevent à faucilles (Eleothreptus anomalus) est une espèce d'oiseaux de la famille des Caprimulgidae.

## Répartition
Cette espèce vit en Argentine, au Brésil, au Paraguay et en Uruguay.

## Systématique
L'espèce  Eleothreptus anomalus a été décrite par le naturaliste John Gould en 1838 sous le nom initial de Amblypterus anomalus.

### Synonymie
- Amblypterus anomalus Gould, 1838 (protonyme)
- Hydropsalis anomala Gould, 1838